# فالتو
فالتو (بالإنجليزية: Valtu)‏ هي قرية تقع في إستونيا في Rapla Parish. يقدر عدد سكانها بـ 218 نسمة .